# Армия Андерса

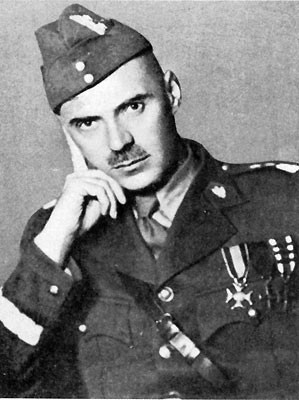
Генерал В. Андерс, в британской военной форме.

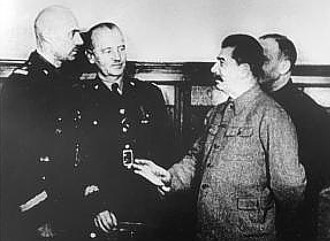
Слева направо, В. Андерс, В. Сикорский, И. В. Сталин, переводчик (возможно), 1941 год.

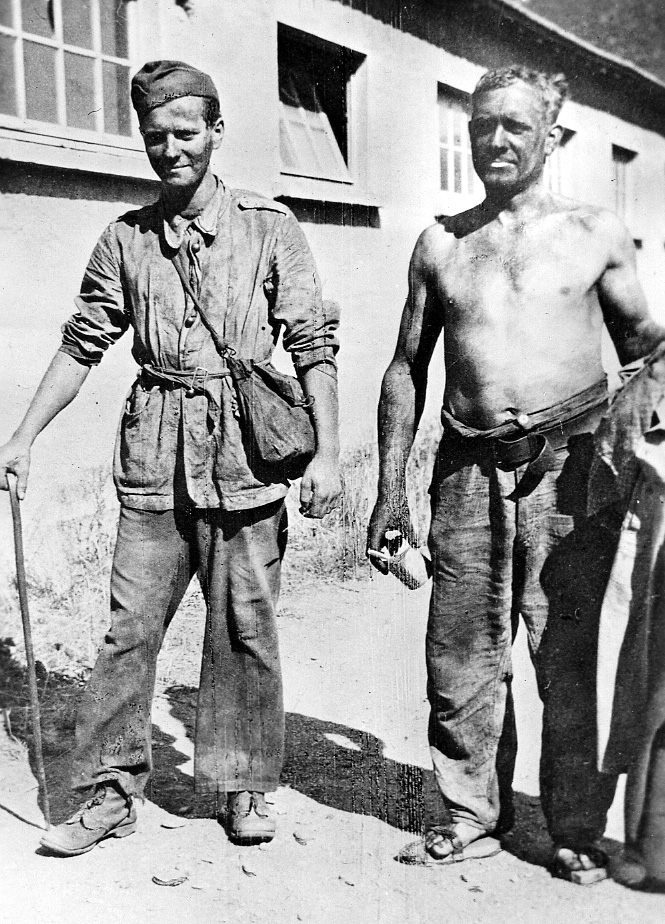
Добровольцы Андерса, освобожденные из советских лагерей, 1941 год.

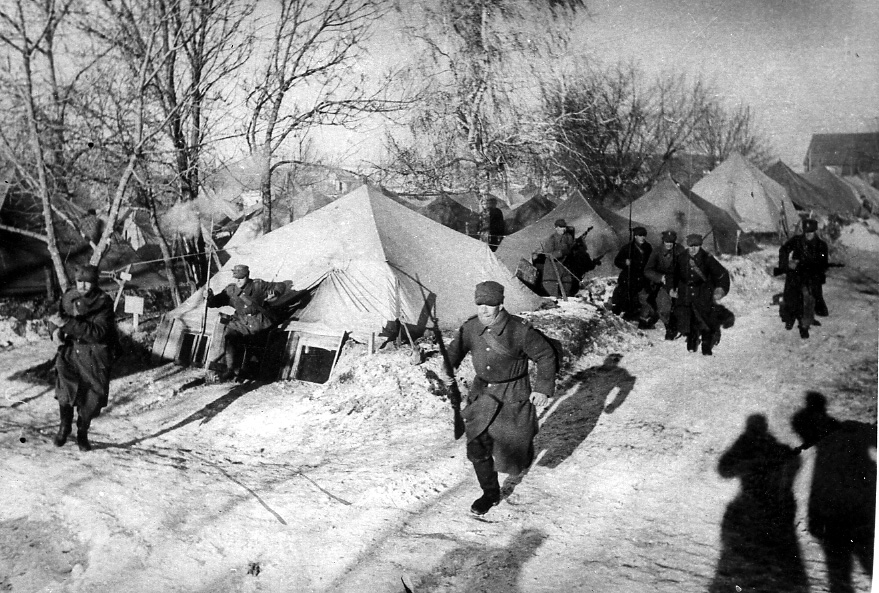
В Тоцких лагерях, 6-я пехотная дивизия «Армии Андерса».

«Армия Андерса» (пол. Armia Andersa) — условное название формирований вооружённых сил Польской Республики, созданных в 1941 году на территории СССР по соглашению между советским правительством и польским правительством в изгнании, из польских граждан, находившихся на территории СССР (в том числе беженцев, военнопленных солдат и офицеров польской армии и амнистированных заключённых).
В значительной части армия численностью 75 491 военнослужащих была создана и содержалась за счёт материально-технических ресурсов СССР (в том числе 100 % вооружения и боеприпасов, продовольствия, тёплого зимнего обмундирования и прочих запасов материального снабжения, а также значительных финансовых средств в размере более 400 млн. советских рублей) и частично за счёт средств стран антигитлеровской коалиции, Великобритании и США (обмундирование и снаряжение). Однако, вопреки первоначальным договорённостям между правительствами Советского Союза и Польской Республики о дружбе и взаимной помощи, в соответствии с которой создаваемая армия должна была «вести войну с немецкими разбойниками рука об руку с советскими войсками» (то есть, на советско-германском фронте), а также прямым указаниям премьер-министра Польши В. Сикорского, который предлагал армии остаться в СССР и воевать вместе с Красной Армией, под разными предлогами весной-летом 1942 года «армия Андерса» была выведена из СССР в Иран, где впоследствии в июле 1943 года была переформирована во 2-й польский корпус в составе британской армии, который лишь в январе 1944 года в составе 8-й британской армии был отправлен на итальянский фронт Второй мировой войны.

## Предыстория
1 сентября 1939 года нацистская Германия напала на Польшу. 17 сентября 1939 года Красная армия также вторглась в Польшу с обоснованием необходимости защитить белорусское и украинское население в восточных областях страны. Эти территории был присоединены к СССР. Военнослужащие польской армии в СССР были интернированы, часть офицеров расстреляна. В 1940—1941 году советские власти провели ряд массовых депортаций бывших граждан Польши в лагеря на каторжные работы.
Первая попытка создать польские формирования в СССР была предпринята осенью 1940 года, ввиду резкого ухудшения отношений с Германией. 2 ноября 1940 года Л. П. Берия предложил сформировать из находившихся в Союзе ССР польских военнопленных дивизию, которая могла быть использована в войне за освобождение Польши, против Германии, и стать основой подконтрольных СССР польских вооружённых сил. Ряд историков придерживается мнения, что Сталин планировал использовать польские части в превентивной войне против Германии для создания фикции «освобождения Польши восставшими поляками», как это делалось в отношении финнов в начале Советско-Финской войны)).
Наркоматом внутренних дел были отобраны 24 бывших польских офицера (три генерала, один полковник, 8 подполковников, 6 майоров и капитанов, 6 поручиков и подпоручиков), которые стремились участвовать в освобождении Польши. Часть этих офицеров (группа З. Берлинга, генерал Мариан Янушайтис) считали себя свободными от каких-либо обязательств в отношении правительства В. Сикорского, другие (генералы Мечислав Борута-Спехович и Вацлав Пшездецкий) заявили, что смогут участвовать в войне на стороне СССР против Германии лишь по указанию «лондонского» правительства Польши.
4 июня 1941 года было принято решение СНК СССР и Политбюро ЦК ВКП(б) о создании к 1 июля 1941 года 238-й стрелковой дивизии Средне-Азиатского военного округа Красной Армии в составе 10 298 человек из поляков и лиц, знающих польский язык. Формирование дивизии поручили группе Берлинга, но до нападения Германии на СССР сформировать польскую дивизию не успели.
Нападение Германии на СССР создало новую ситуацию и побудило советское руководство пойти на сотрудничество с правительством В. Сикорского.

## Договорённость о формировании польской армии в СССР
3 июля 1941 года правительство СССР приняло решение разрешить формирование на территории СССР национальных комитетов и национальных воинских частей из чехов, словаков, югославов и поляков, и так далее, а также оказывать помощь в деле вооружения и обмундирования этих национальных частей.
11 июля 1941 года на совещании в Лондоне посол СССР в Великобритании И. М. Майский, министр иностранных дел Великобритании Иден и польский премьер В. Сикорский приняли решение о создании в СССР польской армии в виде автономной единицы, в оперативном отношении подчинённой Верховному командованию СССР.
30 июля 1941 года в Лондоне И. М. Майский и В. Сикорский подписали соглашение о восстановлении дипломатических отношений и взаимопомощи в борьбе с Германией, которое предусматривало создание польских воинских частей на территории СССР.
Вместе с соглашением был принят протокол: «Советское правительство предоставляет амнистию всем польским гражданам, содержащимся ныне в заключении на советской территории в качестве или военнопленных, или на других достаточных основаниях, со времени восстановления дипломатических сношений».
Вскоре заместитель наркома внутренних дел комиссар госбезопасности 3-го ранга В. В. Чернышёв, курировавший ГУЛАГ и Управление по делам о военнопленных и интернированных, представил руководству страны «Справку о количестве расселённых спецпереселенцев-осадников, беженцев и семей, высланных из западных областей УССР и БССР, по состоянию на 1 августа 1941 года». В справке были приведены следующие данные о количестве спецпереселенцев:
| Бывших военнопленных              | 26 160 человек  |
| Осадников и лесников              | 132 463 человек |
| Осуждённых и следственных         | 46 597 человек  |
| Беженцев и семей репрессированных | 176 000 человек |
| Итого                             | 381 220 человек |

6 августа 1941 года командующим польской армией был назначен генерал Владислав Андерс, в тот же день освобожденный из Лубянской тюрьмы (Сикорский хотел назначить более известного Станислава Халлера, но ему было сказано, что Халлера «не могут найти» — фактически он был расстрелян в Харькове в апреле 1940 г. в рамках общей массовой казни польских офицеров).
12 августа 1941 года Президиум Верховного Совета СССР издал указ об амнистии для польских граждан на территории СССР. В этот же день СНК СССР и ЦК ВКП(б) приняли постановление «О порядке освобождения и направления польских граждан, амнистируемых согласно Указу Президиума Верховного Совета СССР».
14 августа 1941 года было подписано военное соглашение, которое предусматривало создание в кратчайший срок на территории СССР польской армии для борьбы против гитлеровской Германии совместно с войсками СССР и иных союзных держав. В соответствии с соглашением, общая численность польских воинских частей в СССР была определена в 30 тыс. военнослужащих. Для подготовки польской армии СССР предоставил польской стороне беспроцентный заём в размере 65 млн рублей (впоследствии увеличенный до 300 млн рублей). Кроме того, СССР предоставил польской стороне беспроцентный заём в размере 100 млн рублей для оказания помощи польским беженцам на территории СССР, а также выделил дополнительные 15 млн рублей в качестве безвозвратного пособия офицерскому составу формируемой польской армии.
Польские эмигранты и переселенцы были расселены в 5 тыс. населённых пунктах на территории 10 республик и 126 областей СССР. Для обслуживания польского населения на территории СССР советской стороной были открыты 589 учреждений (столовые, детские учреждения, школы и др.).
Кроме того, правительство СССР разрешило открыть на территории страны 20 представительств посольства Польши (со штатами 421 должностных лиц), дало согласие на издание и распространение ими газеты «Polska» («Польша») и ведение общественно-политической деятельности.
Для вооружения польских частей правительство СССР бесплатно предоставило оружие.
- только в сентябре и октябре 1941 года СССР передал «армии Андерса» вооружение для одной пехотной дивизии: 40 артиллерийских орудий, 135 миномётов, 270 станковых и ручных пулемётов, 8451 винтовку, 162 пистолета-пулемёта, 1022 пистолета и револьвера[12].

Кроме того, в соответствии с соглашением от 30 июля 1941 года, помимо помощи от СССР было предусмотрено получение «армией Андерса» иностранной помощи из иных источников:
- так, Великобритания начала поставки в СССР обмундирования британского образца для личного состава «армии Андерса»[13]
- в соответствии с соглашением от 30 июля 1941 года было предусмотрено оказание помощи «польским подданным, евреям по национальности» из «армии Андерса» по линии американского комитета «Джойнт». Помощь поступала через Тегеранский офис «Джойнт», первые посылки были отправлены в феврале 1942 года, в дальнейшем по линии «Джойнт» для «армии Андерса» ежемесячно поступало 10 тыс. посылок. Общий объём помощи «армии Андерса» по линии «Джойнт» в 1942—1945 гг. составляет 2,2 млн. долларов США (из общего количества грузов и финансовых средств, на территории СССР была фактически получена помощь на сумму 580 574 долларов США)[14].

В соответствии с соглашением от 14 августа 1941 года, «армия Андерса» рассматривалась как «часть вооружённых сил суверенной Польской Республики», которой будут присягать на верность её военнослужащие. По окончании войны армия должна была вернуться в Польшу. В соответствии с соглашением, польские воинские части должны были быть направлены на фронт по достижении ими полной боевой готовности.
В ходе формирования «армии Андерса» имели место трудности в обеспечении обмундированием, продовольствием, поставками оружия, транспортных средств, горючего, палаток для жилья, выделением помещений под штабные организации и так далее. Однако хотя материально-техническое обеспечение не полностью обеспечивало потребности «армии Андерса», следует отметить, что по многим показателям польская «армия Андерса» была поставлена в значительно более благоприятные условия, чем находившиеся в это же время в тылу части Красной Армии
- распределением продовольствия, вещевого и иного имущества, предоставленного для армии Андерса, занимались ответственные лица, назначенные командованием армии Андерса; при этом, имели место случаи хищения продовольствия, одежды и иных грузов, направленных для «армии Андерса», лицами, ответственными за распределение этих грузов среди личного состава польских частей[15].

## Формирование армии

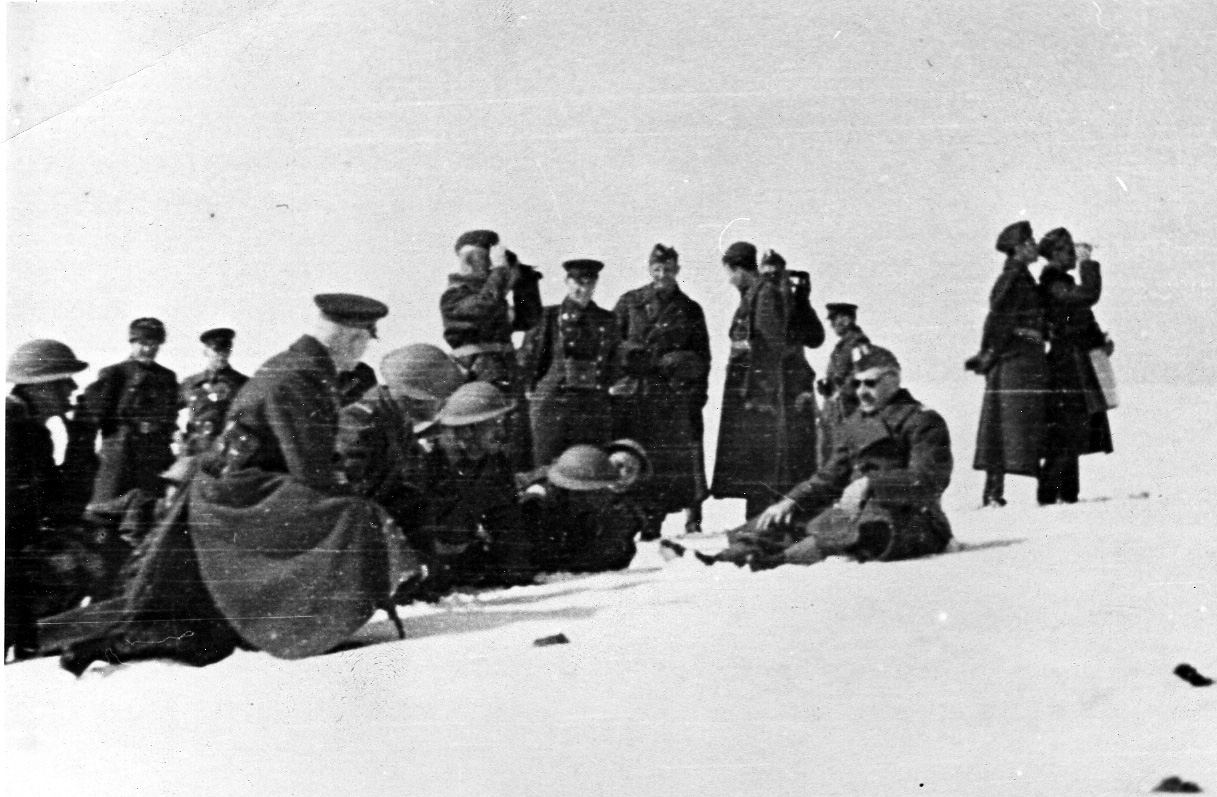
Советские командиры и польские офицеры на учениях (зима 1941 года). Польские военнослужащие в английских стальных шлемах Brodie helmet. Сидящий справа в офицерской фуражке — генерал В. Андерс.

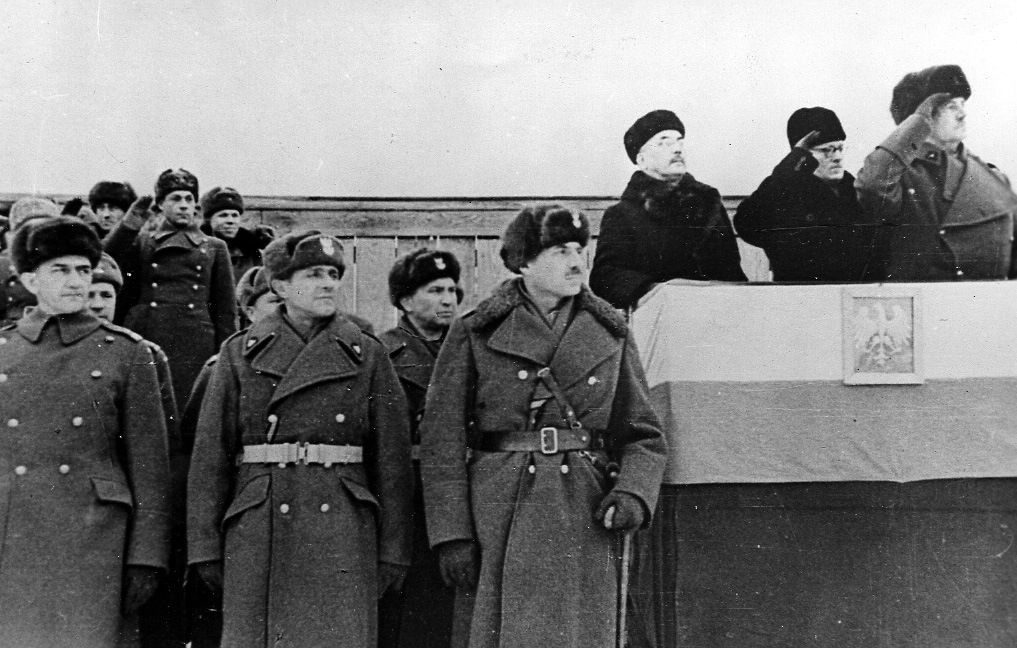
На трибуне с польским флагом и гербом и рядом с ней генералы В. Сикорский, В. Андерс и другие военнослужащие во время парада, Бузулук, конец 1941 года.

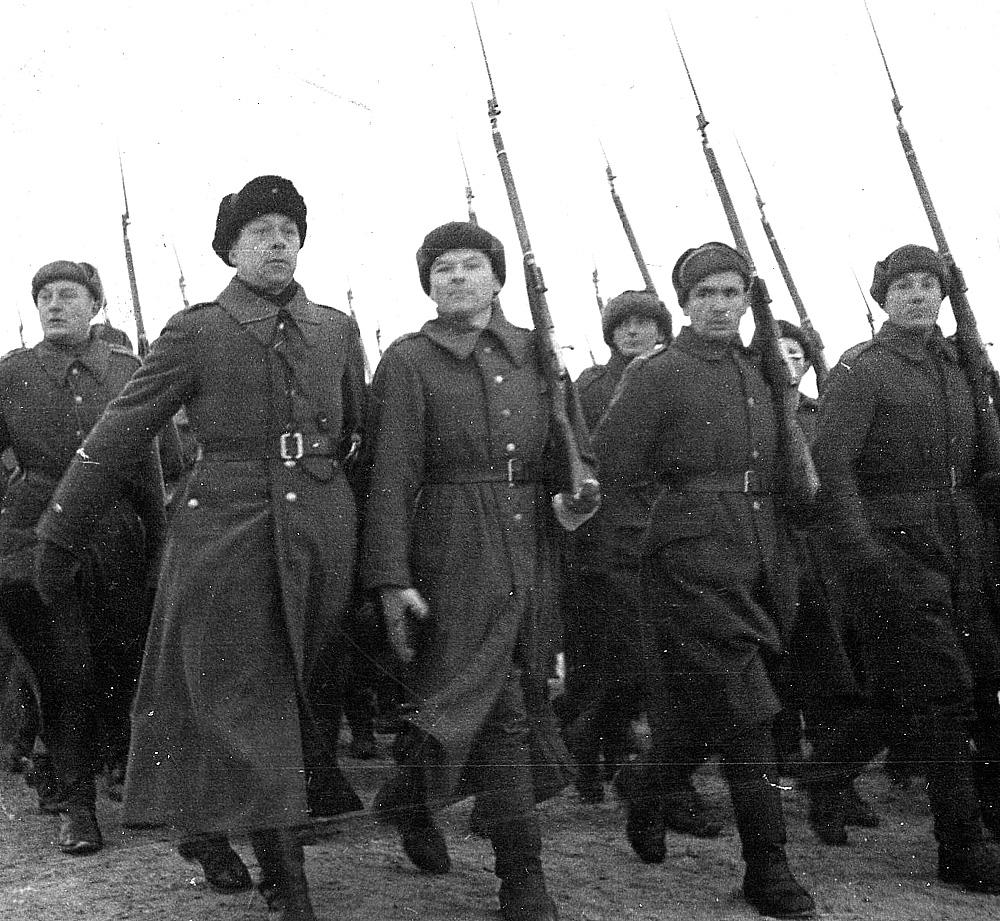
Парад польских частей «армии Андерса» в Бузулуке, декабрь 1941 года.

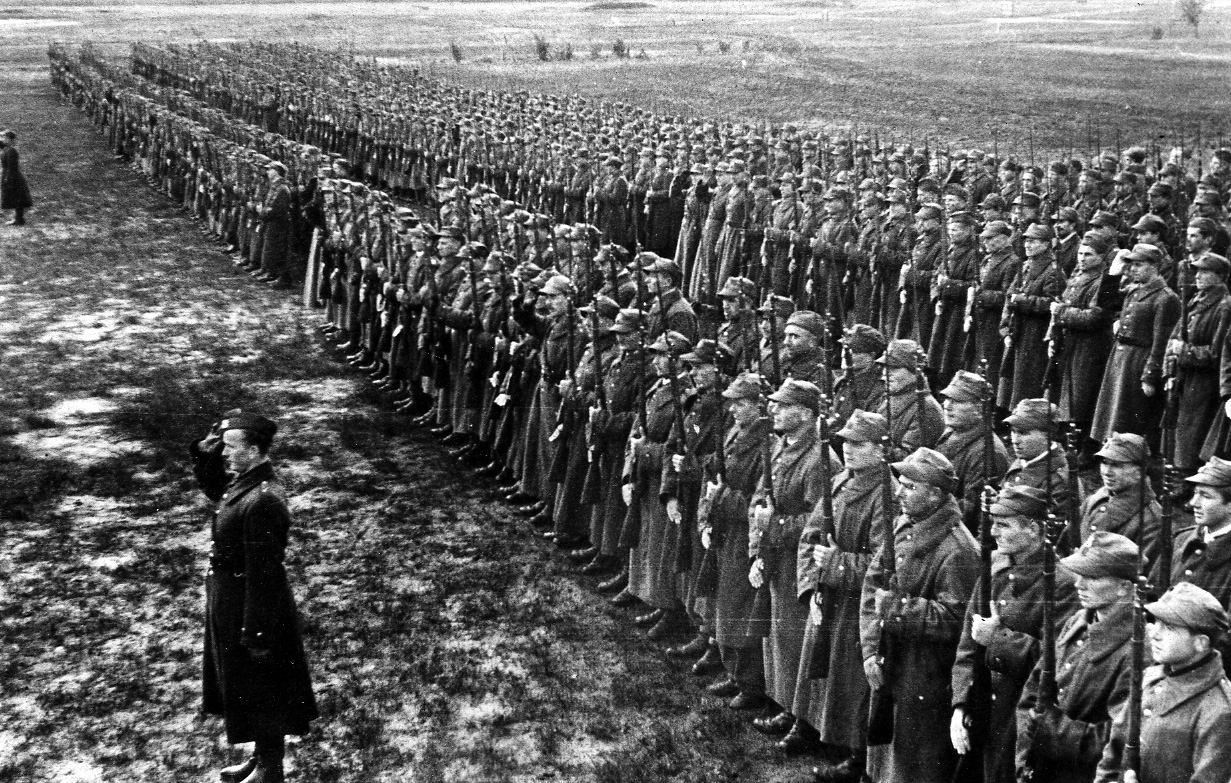
«Армия Андерса» перед убытием из России на помощь британцам, РСФСР, 1942 год.

16 августа 1941 года в беседе с уполномоченным Генерального штаба Красной Армии по формированию польской армии на территории СССР генерал-майором А. П. Панфиловым В. Андерс и глава польской военной миссии в СССР З. Шишко-Богуш предложили порядок формирования польской армии:
- комплектование личным составом должно было проходить за счёт добровольцев и по призыву;
- в первую очередь, должны были быть сформированы две пехотные дивизии лёгкого типа по 7-8 тысяч человек каждая и резервная часть; сроки их формирования должны были быть сжатыми с тем, чтобы обеспечить их ввод в зону боевых действий в возможно короткие сроки. Календарные сроки окончания формирования этих соединений должны были зависеть от степени поступления вооружения, обмундирования и других запасов материального снабжения. Польские генералы сообщили, что обмундирование и снаряжение они рассчитывают получить от Англии и США, стрелковое вооружение и боеприпасы — от СССР.

Была достигнута договорённость относительно создания в Грязовецком, Суздальском, Южском и Старобельском лагерях НКВД для военнопленных призывных комиссий, в которые войдут представители польского командования, Красной Армии, НКВД СССР и медврач.
Как сообщал Панфилов начальнику Генштаба, представителям Красной Армии и НКВД «в целях укрепления нашего влияния на польские формирования» предоставлялось право отвода лиц, поступающих в польскую армию.
19 августа на втором заседании смешанной советско-польской комиссии по формированию польской армии В. Андерсу и З. Шишко-Богушу было сообщено, что командование Красной Армии удовлетворяет их просьбу о формировании на территории СССР двух стрелковых дивизий и одного запасного полка, срок их готовности был определён к 1 октября 1941 года.
Численность дивизий определялась в 10 000 человек каждая, запасной полк — 5000.
Майор госбезопасности Г. С. Жуков передал В. Андерсу список офицерского состава на 1658 человек, находящихся в СССР. На этом же заседании было решено дислоцировать соединения в военных лагерях в районе сёл Тоцкое (Чкаловская область) и Татищево (Саратовская область), штаб — в Бузулуке (Чкаловская обл.).
Однако НКВД не спешил реализовывать указ и постановление СНК и ЦК ВКБ(б) от 12 августа 1941 г. об амнистии. В лагеря военнопленных была направлена директива Берии № 00429, предписывающая строго поддерживать режим, а военнопленным и интернированным — продолжать соблюдать его. Особые отделения лагерей продолжали усиленно вербовать агентуру.
23 августа 1941 года призывные советско-польские комиссии прибыли в лагеря военнопленных, и после завершения их работы 2-6 сентября подавляющее большинство поляков было направлено на формирование польской армии в Бузулук, Татищево и Тоцк. К 12 сентября туда прибыли 24 828 бывших военнопленных.
20 сентября в Бузулуке под председательством Андерса состоялось совещание, на котором были сделаны следующие выводы: 

1. Москва может быть занята немцами со дня на день. 

2. Польская армия может быть доведена до численности 100 тыс. человек. Следует обратиться к правительству СССР за разрешением на её увеличение, а к союзным правительствам — с просьбой о её вооружении. 

3. В случае поражения СССР польскую армию следует перевести в Персию, Афганистан или Индию, что позволит англичанам лучше и быстрее её вооружить. 

4. Следует уже сейчас направлять людей в Ташкент и далее на юг.
1 октября Берия сообщил, что из 391 575 польских граждан, находившихся в местах заключения и в ссылке, к 27 сентября освобождены из тюрем и лагерей ГУЛАГа 50 295 человек, из лагерей военнопленных — 26 297 и, кроме того, 265 248 спецпоселенцев.
На формирование армии Андерса к этому времени были направлены 25 115 бывших военнопленных. Туда же прибыли и 16 647 освобождённых из тюрем, лагерей и спецпоселений; ещё 10 000 человек находились в пути. К этому времени были сформированы две польские дивизии и запасной полк, укомплектованные бывшими военнопленными (23 851 человек) и, частично, отобранными поляками из числа бывших заключённых и спецпоселенцев (3149 человек). Среди тех, кто оказался в рядах армии, были будущий премьер-министр Израиля Менахем Бегин, до начала войны отбывавший срок в Печорлаге, и известные композиторы Ежи Петерсбурский, руководивший в 1939—1941 гг. джаз-оркестром Белорусской ССР, и Хенрик Варс (создал при армии театр «Polish Parade»).
После пребывания в тюрьмах, лагерях, на спецпоселении люди попали в армию крайне истощёнными. Условия жизни в формирующихся 5-й и 6-й дивизиях и резервном полку были бедственными. Из-за отсутствия леса задерживалось строительство отапливаемых землянок, большинство людей разместили в палатках. Ввиду стихийного прибытия к месту формирования всех желающих вступить в армию, а также гражданских лиц (в том числе, женщин и детей), для которых не предусматривалось снабжение продовольствием и которые не имели никаких средств к существованию, пайки, выделявшиеся для польской армии, делились и на этих людей.
Каждому бывшему польскому военнопленному при освобождении из лагеря было выдано единовременное пособие. Рядовые получили по 500 рублей (килограмм хлеба на рынке стоил 10 руб., килограмм сала 80-100 руб., серебряный портсигар или суконный мужской костюм можно было купить за 350 рублей), офицеры — существенно больше: подполковники и майоры по 3 тысячи рублей, полковники по 5 тысяч рублей, генералы по 10 тысяч рублей, а персонально генерал Андерс — 25 тысяч рублей. Всего было выдано пособий на сумму 15 миллионов рублей.
Формирование армии проходило в сложных условиях: не хватало обмундирования, посуды и хлебопекарен, стройматериалов, транспортных средств.
Начиная с 12 сентября 1941 года Андерс неоднократно обращался к властям, добиваясь улучшения снабжения и условий для формирующихся дивизий, просил начать формирование нескольких новых дивизий в Узбекистане.
Советское руководство соглашалось довести численность армии лишь до 30 000 человек, указывая, что препятствием к формированию новых дивизий служит отсутствие для них вооружения и продовольствия. В связи с этим правительство В. Сикорского поставило вопрос о переводе части польских военнослужащих в Иран.
В октябре 1941 года бывший премьер-министр Польши, сотрудник польского посольства в Москве Леон Козловский, зачисленный в армию Андерса по личному распоряжению генерала Андерса, получил от него командировочное удостоверение и выехал в Москву, после чего вместе с двумя офицерами-сопровождающими перешёл линию фронта, вошёл в контакт с немцами и прибыл в Варшаву. Встречи Козловского с немцами стали известны советскому руководству, Андерс объявил Козловского предателем, однако инцидент вызвал ухудшение в отношении советской стороны к армии Андерса.
6 ноября Панфилов информировал Андерса о том, что общая численность его армии на 1941 год определена в 30 000 человек, и предложил ему «имеющийся в районе излишек людского состава <…> направить в соответствующие, по желанию направляемых, районы для проживания».
В конце ноября премьер-министр В. Сикорский прибыл в СССР, и 3 декабря 1941 года состоялась его беседа со Сталиным, посвящённая двум вопросам — польской армии на территории СССР и положению польского населения.
4 декабря 1941 года была подписана Декларация правительства Советского Союза и правительства Польской Республики о дружбе и взаимной помощи, в соответствии с которой правительство В. Сикорского вновь подтвердило обязательство «вести войну с немецкими разбойниками рука об руку с советскими войсками». Также, была достигнута договорённость об увеличении общей численности польской армии в СССР с 30 тыс. до 96 тыс. чел..
В результате переговоров была достигнута договорённость о создании семи польских дивизий в СССР и о возможности вывода в Иран поляков, не задействованных в этих соединениях. Местом формирования новых частей была определена Средняя Азия.
В связи с тем, что заказанное в Великобритании обмундирование для польской армии в СССР из Великобритании не поступило[когда?], правительство СССР передало «армии Андерса» 46 тыс. комплектов ватных брюк, телогреек и кожаных ботинок, а также 30 тыс. шт. другого обмундирования.
В декабре 1941 года офицерский состав армии Андерса был обмундирован в английскую униформу, солдаты были обмундированы в униформу английского образца, американские шинели и красноармейскую зимнюю униформу (стёганые брюки, телогрейки и ушанки).
25 декабря 1941 года ГКО СССР принял постановление «О польской армии на территории СССР», определявшее её численность (96 тысяч человек), количество дивизий и дислокацию (штаб и его учреждения в Янги-Юль Узбекской ССР, дивизии в Киргизской, Узбекской и Казахской ССР). Фактически, штаб армии Андерса находился в посёлке Вревский Янгиюльского района Ташкентской области Узбекской ССР.
В январе 1942 года заместитель наркома иностранных дел СССР А. Я. Вышинский проинформировал польского посла в СССР Станислава Кота, что в период до 1 января 1942 года СССР фактически израсходовал на содержание армии генерала Андерса 69 млн рублей.
С начала 1942 года на первый план выдвигается вопрос о сроках отправки польских дивизий на фронт. В феврале 1942 года правительство СССР обратилось к польской стороне с просьбой о отправке на фронт 5-й пехотной дивизии, обучение которой к этому времени было завершено. Андерс отверг возможность ввода в бой одной отдельной дивизии, принятое им решение поддержал Сикорский.
В начале марта 1942 года правительство СССР вновь обратилось к польской стороне с просьбой о отправке на фронт польской пехотной дивизии, подготовка которой была завершена, однако Андерс отказался рассмотреть эту просьбу и заявил, что подразделения польской армии в СССР не могут быть направлены на фронт до тех пор, пока не будет завершена подготовка всей польской армии в СССР. Во время поездки[уточнить] в места дислокации польской армии Сикорский сказал, что польская армия будет готова к бою против вермахта к 15 июня 1942 года.
По состоянию на 1 марта 1942 года в польской армии в СССР числилось 60 000 человек, включая 3090 офицеров и 16 202 унтер-офицеров. Берия констатировал антисоветские настроения в армии, в том числе и среди рядовых, нежелание идти в бой под советским руководством.
Постановление ГКО о передислокации 5-й и 6-й дивизий в Среднюю Азию и формировании дополнительных четырёх дивизий выполнялось медленно.
Весной 1942 года по пути в Лондон Андерс остановился в Каире, где пообещал командующему британскими войсками на Ближнем Востоке отдать в распоряжение англичан все дивизии, сформированные в СССР.

## Вывод «армии Андерса» в Иран

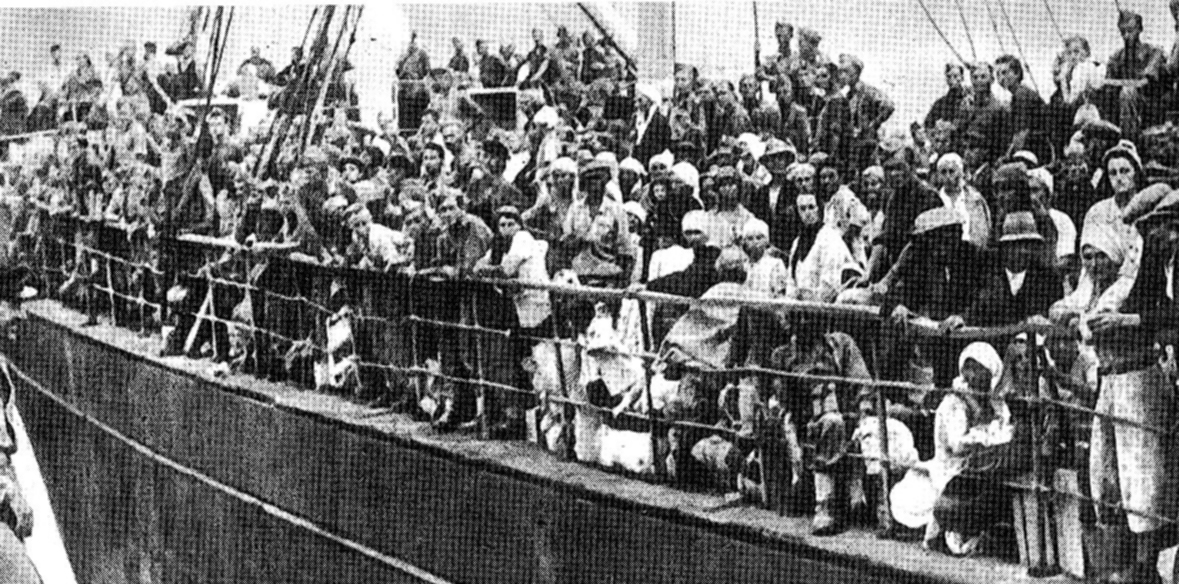
Судно с польскими солдатами (Армия Андерса) и гражданскими беженцами прибывает в Иран из Советского Союза.

Генерал Андерс, вопреки мнению Сикорского, категорически был настроен на то, чтобы вывести армию и вообще всех граждан довоенной Польши, которых только возможно, из СССР. Свои мотивы он объясняет так:

НКВД все больше вмешивалось в наши дела. Нам мешали на каждом шагу. Оружия не доставляли, продовольствия выделяли все меньше. (…) Советские власти все сильнее сдерживали перемещение людей с севера на юг. Приходили известия, что тысячи поляков задерживаются в лагерях и тюрьмах. О пропавших офицерах до сих пор ничего не было известно. Зато все упорнее ходили слухи о том, что их всех расстреляли, а также о том, что их утопили в Белом море. Я все больше приходил к осознанию того, что если поляки останутся в советской России, то все они погибнут. 8 июня (1942 г.) я послал телеграмму генералу Сикорскому, в которой сообщал об этом. 12 июня я получил ошеломляющий ответ: «В высших политических целях армия должна остаться в СССР».
Я понимал, что если даже сейчас, когда Россия находится в трудных условиях, немцы постоянно наступают, Союзу грозит разгром, если даже сейчас советские власти так неприязненно относятся к нам, полякам, что же будет, когда военное счастье отвернется от немцев? Политические руководители, все Политбюро, все советское правительство — это те же люди, которые заключили пакт с Германией и устами Молотова выражали радость, что Польша, «ублюдок версальской системы», навсегда прекратила свое существование. Это были те же люди, которые причинили невиданные ранее в истории страдания миллионам поляков и уничтожили многие сотни тысяч человеческих жизней. Впрочем, точно так же они поступали со своим народом…
— Владислав Андерс. Без последней главы
Угроза британским интересам на Ближнем Востоке со стороны держав «оси», затруднения в доставке туда новых контингентов английских войск, а также задекларированное польским командованием намерение сохранить целостность армии, исключавшее её разделение на отдельные формирования, натолкнули премьер-министра Великобритании Уинстона Черчилля на мысль использовать польские войска в этом регионе.
Инструкции эмигрантского правительства, доставленные в Москву 4 сентября 1941 года послом С. Котом, полностью соответствовали настроениям в Армии Андерса. По свидетельству бывшего адъютанта Андерса С. Климовского и посла С. Кота, в ходе выполнения достигнутого генералом Сикорским соглашения с СССР о передислокации уже сформированных дивизий «в районы с более умеренным климатом» Андерс настоял на их базировании в Южном Узбекистане и Таджикистане (Генштаб Красной Армии не советовал этого делать и предлагал районы Алма-Аты, Ташкента и Закавказья). Причиной, по которой Андерс выбрал малопригодные для дислокации войск районы, было то, что «они находились как можно южнее, как можно ближе к иранской границе». В итоге польская армия оказалась в областях с неблагоприятными климатическими условиями, где полностью отсутствовали военные лагеря и не было условий для расквартирования. Следствием стали массовые заболевания брюшным тифом, желтухой, дизентерией, малярией.
В сентябре 1941 года Сикорский направил командованию польской армии в СССР указание добиться перевода польских войск на юг. В то же время у Андерса и Кота возникла идея увеличить запланированную численность армии. В сентябре польский премьер запросил у Черчилля для новых дивизий оружие, отсутствие которого являлось, по его мнению, единственным препятствием к созданию 100-тысячной польской армии. Но на конференции в Москве Великобритания и США отказали в специальных поставках для польской армии.
В начале октября 1941 года В. Андерс обратился к правительству СССР с просьбой сформировать новые дивизии, в том числе две в Узбекистане, куда хлынуло польское население Союза.
14 и 22 октября 1941 года С. Кот в беседах с руководителями НКИД СССР выразил желание польской стороны создать новые дивизии и поставил вопрос о визите Сикорского в СССР. На последнее предложение был получен сразу благоприятный ответ, относительно новых польских дивизий советская сторона заявила, что единственным препятствием является отсутствие достаточного количества вооружения. Посла информировали также о недостатке оружия у советских войск, сражающихся на фронте, и о больших продовольственных затруднениях в СССР. Кот же сообщил в Лондон и послам США и Великобритании в СССР, что Советский Союз не хочет, чтобы на его территории была создана более крупная польская армия.
10 ноября 1941 года правительству СССР была вручена памятная записка правительства США, где прямо говорилось о желательности вывода польской армии из СССР в Иран.
В соответствии с распоряжением СНК СССР от 29 января 1942 года, республиканским и областным органам наркомата торговли было указано принять на снабжение все польские учреждения на территории СССР.
В марте 1942 года правительство СССР сообщило, что в связи с осложнением положения с продовольствием в СССР количество продовольственных пайков для польских воинских частей в СССР, не принимающих участия в боевых действиях, будет уменьшено до 44 тысяч; в это время численность «армии Андерса» составляла 73 тыс. военнослужащих и свыше 37 тыс. гражданских лиц, состоящих при армии (в основном, члены семей военнослужащих).
В беседе Сталина с Андерсом 18 марта было достигнуто компромиссное решение: сохранить в марте прежнее число пайков, сократив его до 44 тысяч в апреле; польские войска сверх 44 тысяч человек перебросить в Иран.
В конце марта 1942 года был проведён первый этап эвакуации в Иран «армии Андерса» — СССР покинули 31 488 военнослужащих польской армии и 12 400 гражданских лиц.
В начале апреля 1942 года, после завершения эвакуации, польское правительство стало настаивать на продолжении призыва в польские части, сохранении эвакуационных баз, улучшении снабжения и т. д. При этом польское военное и политическое руководство по-прежнему отказывалось отправить воинские части на советско-германский фронт. Позиция польского руководства привела к осложнению отношений между СССР и Польшей, и предложения польской стороны о дальнейшем увеличении помощи армии Андерса были отклонены.
В июне 1942 Андерс поставил перед В. Сикорским вопрос об эвакуации всей польской армии с территории СССР. Андерс, встретив понимание и поддержку со стороны Черчилля, добился согласия правительства Сикорского на вывод армии в Иран.
Правительство СССР оценило отказ польского правительства направить сформированные в СССР воинские части армии Андерса на советско-германский фронт и эвакуацию армии Андерса в Иран, в условиях сложной обстановки на фронте, как отказ польской стороны от исполнения заключённых с СССР межгосударственных соглашений. При этом правительство СССР не стало противодействовать выводу польской армии с территории СССР.
...Мне видится и сегодня

то, что я видел вчера:

вот восходят на сходни

худые офицера,

выхватывают из кармана

тридцатки и тут же рвут,

и розовые

за кормами

тридцатки

плывут, плывут.

О, мне не сказали больше,

сказать бы могли едва

все три раздела Польши,

восстания польских два.

чем в радужных волнах мазута

тридцаток рваных клочки,

покуда, раздета, разута

и поправляя очки,

и кутаясь во рванину,

и женщин пуская вперёд,

шла польская лавина

на английский пароход.
31 июля Андерс, получив утверждённый Сталиным план эвакуации польской армии из СССР на территорию Ирана, выразил советскому лидеру признательность и высказал уверенность в том, что «стратегический центр тяжести войны передвигается в настоящее время на Ближний и Средний Восток», а также просил Сталина возобновить призыв польских граждан и отправку их в его армию в качестве пополнения.
В ноте от 31 октября 1942 года, направленной эмигрантскому правительству, правительство СССР констатировало, что сделало всё от него зависящее, чтобы выполнить заключённые соглашения, «объединить усилия советского и польского народов в совместной борьбе против гитлеровских разбойников и оккупантов… Польское правительство пошло по другому пути. Польское правительство не захотело ввести свои дивизии — и не только дивизии первого формирования, но и последующих формирований на советско-германский фронт, отказалось использовать против немцев на этом фронте польские войска рука об руку с советскими дивизиями и тем самым уклонилось от выполнения принятых на себя обязательств».
Андерс с удовлетворением отмечал, имея в виду последовавший в апреле 1943 г. разрыв между СССР и польским правительством из-за Катынского вопроса:

Дальнейший ход событий ясно показал, что выход из России был возможен только в 1942 году, а уже через несколько месяцев старания наши не принесли бы никаких результатов и польские солдаты вернулись бы в лагеря.
— Владислав Андерс. Без последней главы
Из поляков и польских граждан, оставшихся в СССР после ухода в Иран «армии Андерса», в мае 1943 года по инициативе Союза польских патриотов была сформирована Первая польская пехотная дивизия имени Тадеуша Костюшко (а впоследствии — и иные польские воинские части).

## Части Андерса на Ближнем Востоке

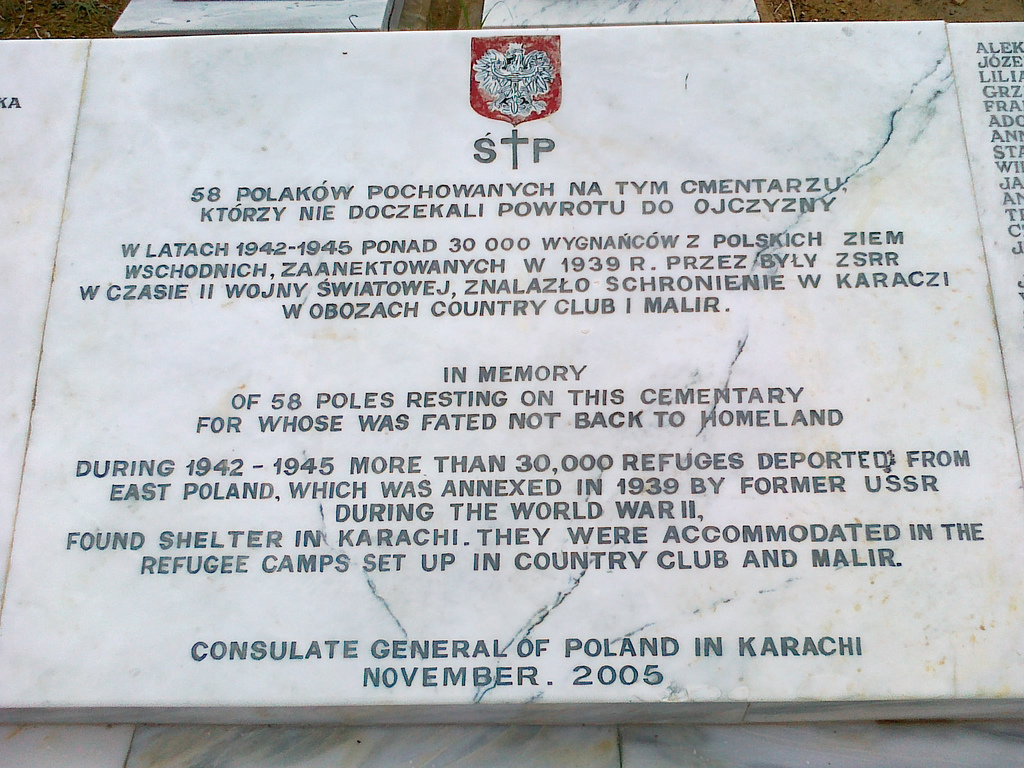
Памятная доска на кладбище в Карачи, на котором захоронены 58 поляков (установлена в ноябре 2005).

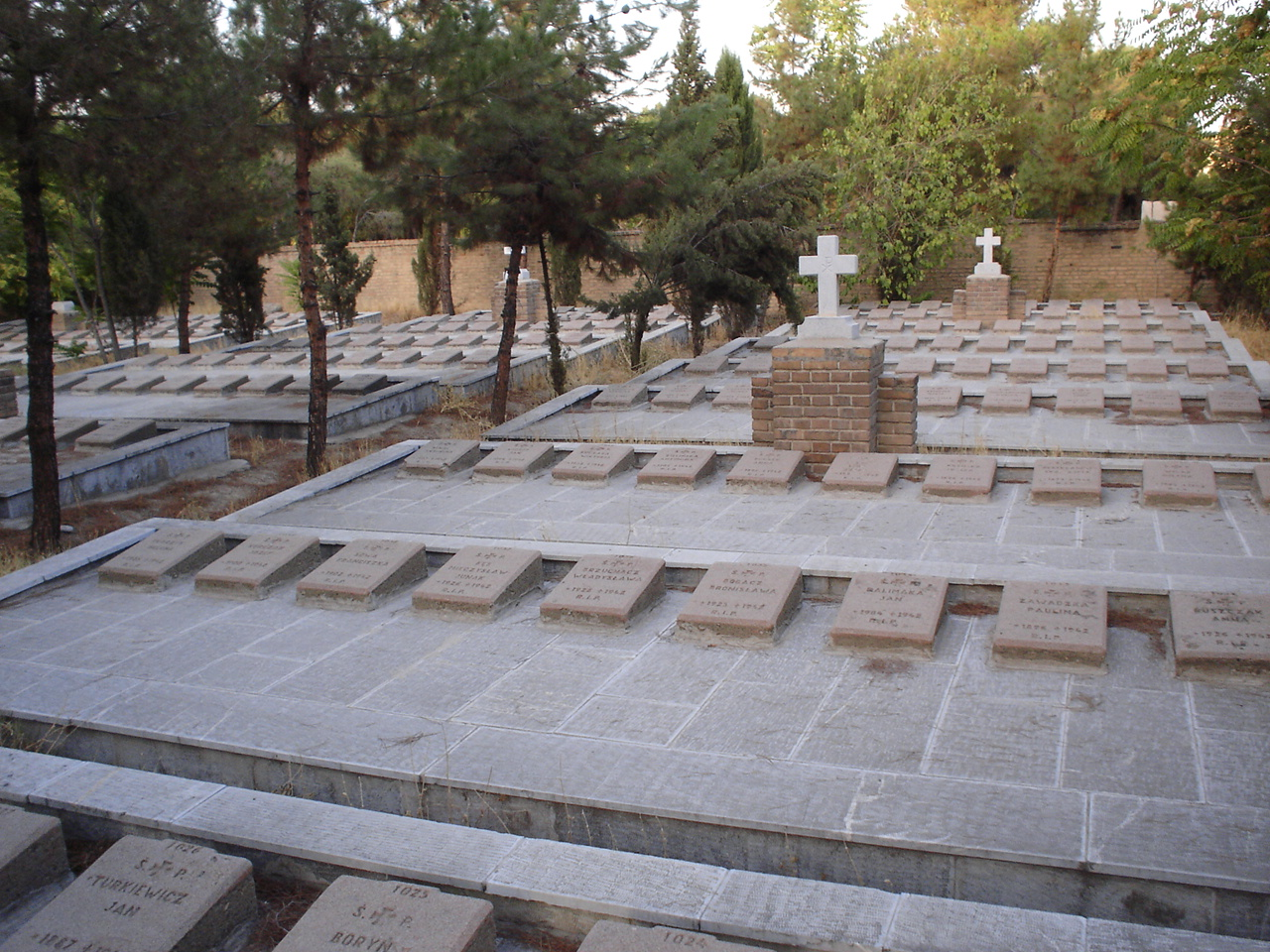
Польское воинское кладбище в Тегеране.

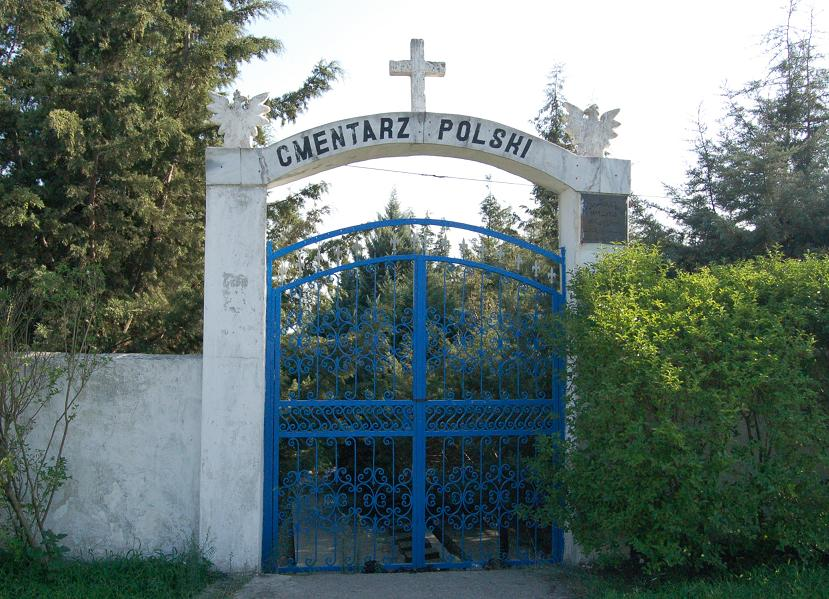
Польское кладбище в Энзели (Иран).

В марте 1942 года по распоряжению британского военного командования из Тобрука в Палестину была отправлена бригада карпатских стрелков (сформированная в составе английской армии из польских солдат, сумевших после разгрома Польши бежать в Ливан), в мае 1942 года она была преобразована в 3-ю пехотную дивизию и вошла в состав армии Андерса. Кроме того, в мае 1942 года в составе армии Андерса была создана 2-я бронетанковая бригада.
В августе 1942 года в Иране на основе выведенного из СССР разведывательного кавалерийского дивизиона армии Андерса был сформирован 12-й кавалерийский полк (в 1943 году преобразованный в 12-й уланский полк).
12 августа 1942 года армия Андерса получила новое наименование: «Польская армия на Востоке».
1 сентября 1942 года эвакуация армии Андерса была закончена. В общей сложности, в ходе двух эвакуаций из СССР выехали 75 491 военнослужащий и 37 756 гражданских лиц.
В Иран прибыло 69 917 человек, из них военных 41 103.
В сентябре 1942 года из военнослужащих армии Андерса была сформирована 1-я отдельная польская рота «коммандос».
В дальнейшем, части армии Андерса были выведены из Ирана в Ирак и Палестину.
В октябре 1942 года из подготовленных в СССР солдат и офицеров армии Андерса были сформированы 5-я, 6-я и 7-я пехотные дивизии. Кроме того, в октябре 1942 года началось создание артиллерийской группы (Grupa Artylerii Armii), ставшей основой для создания польской артиллерийской бригады.
Осенью 1942 года армия Андерса состояла из 3-й, 5-й, 6-й и 7-й пехотных дивизий, 2-й бронетанковой бригады и 12-го кавалерийского полка.
Некоторое количество военнослужащих армии Андерса использовали для пополнения развёрнутого в Шотландии 1-го польского корпуса и других польских подразделений.
Национальный состав армии Андерса был неоднороден: помимо поляков, в ней служило большое количество русинов, украинцев и белорусов, а также около 4 тыс. евреев. После того, как в конце 1942 года армия Андерса была перемещена на территорию Палестины, около 3 тыс. из служивших в армии евреев покинуло армию и осталось в Палестине.
10 февраля 1943 года 1-я отдельная польская рота «коммандос» была передана в подчинение союзного командования (но при этом также продолжала оставаться в подчинении командования вооружённых сил польского правительства в Лондоне).
В марте 1943 года 6-я пехотная дивизия армии Андерса была расформирована, личный состав использовали для пополнения 5-й пехотной дивизии и других подразделений.
22 июля 1943 года армия Андерса была преобразована во 2-й польский корпус в составе британской армии. Корпус насчитывал 48 тыс. военнослужащих и имел на вооружении 248 артиллерийских орудий, 288 единиц противотанкового оружия, 234 единицы зенитного оружия, 264 танка, 1241 БТР, 440 броневиков и 12 064 автомобиля. Английское командование, однако, долго не желало включить в состав корпуса польские воздушные части[какие?].
В состав корпуса вошли следующие части и соединения:
- 3-я Карпатская пехотная дивизия (командующий генерал-майор Бронислав Дуч) — 1-я, 2-я, 3-я Карпатские стрелковые бригады и 12-й Подольский уланский полк;
- 5-я Кресовая пехотная дивизия «Зубры» (командир — бригадный генерал Никодем Сулик) — 4-я Волынская, 5-я Виленская, 6-я Львовская и с 1945 — 7-я Волынская бригады и 15-й Познанский Уланский полк;
- 2-я Польская бронетанковая бригада (с 1945 года — польская 2-я Варшавская бронетанковая дивизия, командир — бригадный генерал Бронислав Раковский), состояла из 4-го, 6-го, 14-го Великопольского (с 1945) бронетанковых полков и 1-го Кречовского уланского полка.
- 2-й артиллерийский корпус (командир — бригадный генерал Роман Одзерзынский): 9-й полк средней артиллерии, 10-й полк тяжёлой артиллерии, 7-й полк полевой артиллерии, 7-й противотанковый полк, 7-й лёгкий противовоздушный полк, 8-й тяжёлый противовоздушный полк.
- части корпусного подчинения: 1-я отдельная польская десантно-диверсионная рота «коммандос»; Особый Карпатский Уланский полк; медицинские, интендантские и другие части.

## 2-й польский армейский корпус в Италии

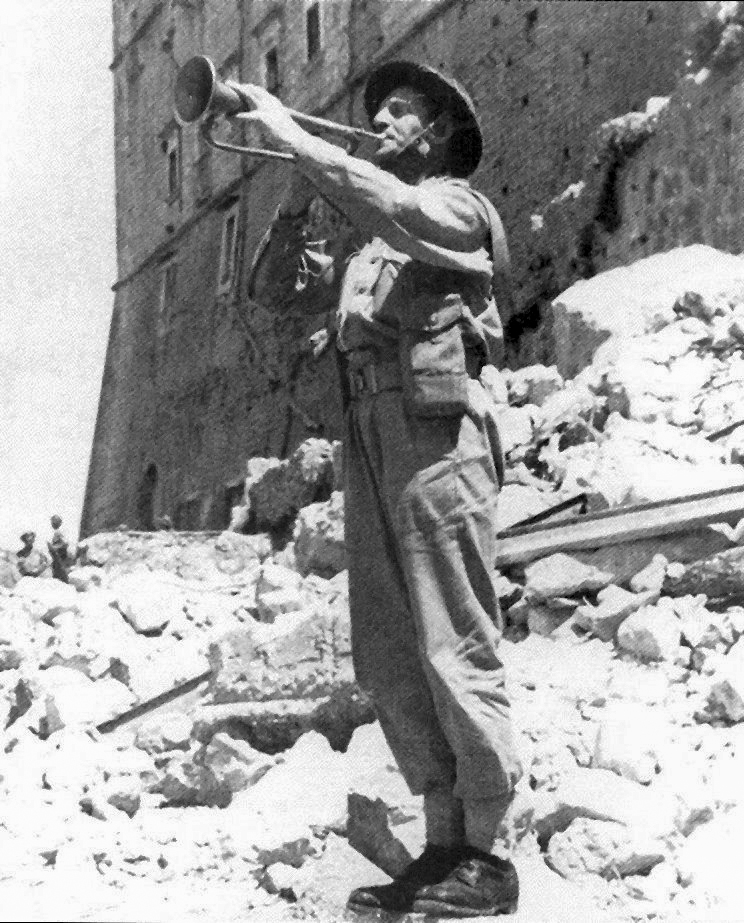
Польский горнист капрал Эмиль Чех у развалин Монте-Кассино.

В январе 1944 года корпус отправлен на итальянский фронт в составе 8-й британской армии. С января по май 1944 года силы союзников трижды безуспешно пытались прорвать в районе Монте-Кассино немецкую оборонительную «линию Густава», прикрывавшую Рим с юга.
11 мая начался четвёртый общий штурм, в котором принял участие 2-й польский армейский корпус. К 18 мая после недельных ожесточённых боёв линия Густава была прорвана на участке от монастыря Монте-Кассино до побережья. Превращённый в крепость монастырь был оставлен германскими частями, и польский отряд водрузил над его развалинами национальное бело-красное знамя. Под Монте-Кассино корпус потерял 924 человека убитыми, 4199 ранеными. Таким образом, был открыт путь на Рим, взятый 4 июня.
После этого польский корпус в течение года почти непрерывно сражался в Италии, вновь отличился в сражении за Анкону и закончил свой боевой путь в апреле 1945, участием во взятии Болоньи. 

Всего в ходе войны потери корпуса составили 3 тыс. убитых и 14 тыс. раненых.
В 1945 году численность корпуса выросла до 75 тысяч, в том числе за счёт поляков, ранее служивших в вермахте (в послании британскому парламенту было отмечено, что среди военнослужащих вермахта, которых британские войска взяли в плен в северо-западной Европе, 68 693 являлись гражданами Польши, из них 53 630 были зачислены в ряды польских подразделений британской армии). В частности, уже после окончания боевых действий и капитуляции немецких войск на службу во 2-й польский корпус были приняты 176 военнослужащих 1-й дивизии УНА генерала П. Шандрука, сдавшиеся в плен английским войскам в Австрии.
2-й польский армейский корпус поддерживал — по радио и через курьеров — связь со штабом антисоветского и антикоммунистического вооружённого подполья Польши.
7 мая 1945 года генерал В. Андерс, исполняющий обязанности главнокомандующего польскими силами на Западе, распустил организацию Nie и создал вместо неё в тылах Красной Армии на базе AK-NIE организацию Delegatura Sił Zbrojnych na Kraj (DSZ), комендантом которой стал полковник Ян Жепецкий («Ожуг», «Презес»). Андерс создал DSZ для того, чтобы вести борьбу против СССР, как «нового оккупанта», и созданного советскими властями (и не признававшегося правительством в изгнании) «Временного правительства Польской Республики». Штаб II корпуса в рамках предполагаемой «неизбежной» Третьей мировой войны с СССР разработал для ДСЗ план, имея в виду использовать организацию для разведки, диверсий, пропаганды и партизанской деятельности — Холодная война, по мнению генерала, должна была повлечь за собой глобальный конфликт с применением ОМП против СССР.
В октябре 1945 года по личному приказу Андерса в коммунистическую Польшу для ведения разведывательной деятельности в пользу корпуса и польского правительства в изгнании был направлен знаменитый подпольщик Витольд Пилецкий. Пилецкий создал разведывательную сеть и некоторое время успешно собирал информацию, но в 1947 году был арестован польским МГБ, подвергнут пыткам и казнен.

## После окончания войны

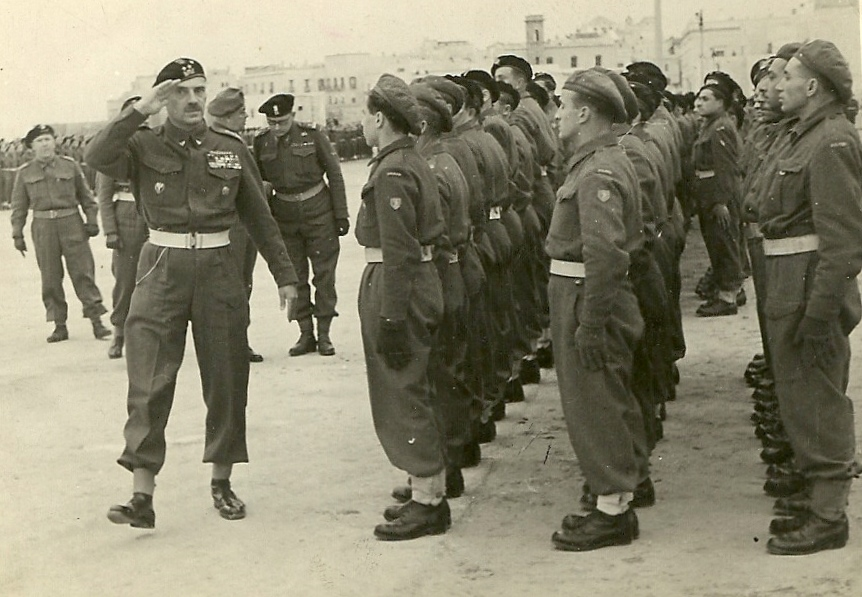
В. Андерс инспектирует части 2-го польского корпуса (Италия, 1945).

5 июля 1945 года Великобритания и Соединённые Штаты, бывшие до тех пор союзниками Польского правительства в изгнании, перестали признавать это правительство.
Андерс делал ставку на вооружённый конфликт между СССР и странами Запада, результатом которого должно было стать восстановление Польши в довоенных границах на Востоке.
До 1946 года 2-й Польский корпус оставался в Италии, в качестве составной части оккупационных сил западных союзников, затем был переправлен в Великобританию.
Наибольшими силами корпус располагал в 1946 г., когда он достиг максимальной численности за весь период своего существования: 102 тысяч военнослужащих.
В мае 1946 года министр иностранных дел Великобритании Эрнст Бевин издал приказ о роспуске польских подразделений британской армии; британское правительство  назначило Андерсу пожизненную ренту.
В последнем приказе по армии от 29 мая 1946 г. В. Андерс отметил, что для польских солдат «война не закончилась» и призвал к «дальнейшей борьбе за независимость Польши». Андерс с 1944 г. утверждал, что он наверняка знает, что дело дойдёт до войны между США и Россией.
В 1947 году последние подразделения армии Андерса были расформированы.
Большинство военнослужащих 2-го корпуса (в том числе командующий) остались в эмиграции; часть военнослужащих возвратилась в Польскую Народную республику.
Также, в 1946—1949 гг. некоторые бывшие военнослужащие «армии Андерса» (в основном украинцы и белорусы — уроженцы Западной Белоруссии, Западной Украины и Литвы) вернулись в СССР.
В 1951 году 4520 «андерсовцев» (с учётом членов их семей) были отправлены на спецпоселение в Иркутскую область, где они находились до августа 1958 года.
В 1971 году Верховный суд БССР признал необоснованность депортации бывших «андерсовцев».

## Память, отражение в литературе и искусстве

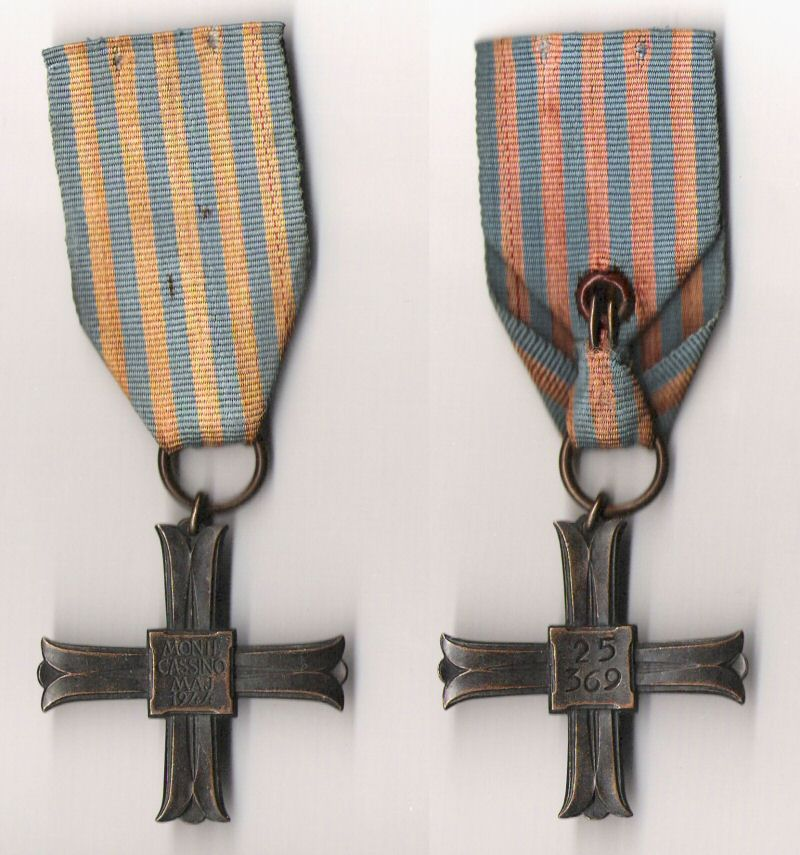
Польский Крест Монте-Кассино — награда участников битвы.

Для поляков штурм Монте-Кассино стал одним из символов героизма (хотя следует отметить, что этот бой не был крупнейшим и наиболее ожесточённым сражением польских войск во Второй Мировой войне — в прорыве укреплений Поморского вала участвовало в два раза больше польских солдат, сражение продолжалось в четыре раза дольше и цена победы была в четыре раза выше).
- сражению посвящена польская песня «Красные маки на Монте-Кассино» (музыка Альфреда Шютца, слова Феликса Конарского), первые куплеты которой были сочинены ещё во время штурма.

В целом, армия Андерса и связанные с ней события нашли отражение в польском монументальном и изобразительном искусстве, поэзии, кинофильмах, литературно-художественных и публицистических произведениях (особенно в период после 1990 года).
Участие «андерсовцев» в сражениях на Ближнем Востоке нашло отражение в фильме Э. Севелы «Попугай, говорящий на идиш» (1990).
Кроме того, тема армии Андерса нашла отражение в нескольких произведениях советских авторов:
- К. М. Симонов — стихотворение «Баллада о трёх солдатах» (1948)
- И. А. Бродский — «Песенка» (1960)
- Н. В. Горбаневская — стихотворение «Как андерсовской армии солдат…» (1962)
- Борис Слуцкий «Тридцатки» и др.

## Комментарии
1. ↑  В соответствии с соглашением от 14 августа 1941 года рассматривалась как «часть вооружённых сил суверенной Польской Республики».
2. ↑  Не считая 37 756 членов их семей.
3. ↑  В виде как беспроцентных займов, так и безвозвратных средств, см. далее по тексту статьи.
4. ↑  В частности, недостатка оружия у советских войск, сражающихся на фронте, и больших продовольственных затруднений в СССР, препятствующих созданию в СССР более крупной польской армии, а также якобы нежелания СССР в её создании на своей территории, облегчения снабжения созданной в СССР польской армии союзниками через Иран, а также в связи с тем, что стратегический центр тяжести войны якобы передвинулся к лету 1942 года на Ближний и Средний Восток.
5. ↑  «A Polish army was set up in the Soviet Union, headed by General Vladislav Anders. Despite the fact that the officers in Anders’ army were generally hostile towards them, some 4,000 Jews — 5 % of the total number of soldiers — served in its ranks. At the end of 1942, Anders’ Army reached Eretz Israel via Tehran. Some 3,000 Jewish soldiers stayed in the country»[26]
6. ↑  «The numbers of Polish members of the Wehrmacht captured in North West Europe by British troops or transferred to our keeping after capture were as follow:
Before May, 1944 — 54,898
After May, 1945 — 13,795
Total 68,693
…The number of the above enlisted into the Polish Army under British Command was 53,630. I regret that figures of captures and enlistments in the Central Mediterranean Force are not available.»[27]
7. ↑  По инициативе генерала Андерса до середины 1950-х годов в структурах НАТО обучалась группа польских офицеров на случай войны с СССР.[30]
8. ↑  «На спецпоселение в Иркутскую область в 1951 г. поступило более 4,5 тыс. „андерсовцев“ (включая членов их семей). Этот контингент находился на спецпоселении до августа 1958 г.»[33]
9. ↑  «в ночь с 31 марта на 1 апреля 1951 года органы МГБ БССР начали массовую акцию по аресту и депортации семей бывших военнослужащих польских вооружённых сил на Западе в Иркутскую область на спецпоселения… Всего (вместе с членами семей) количество „андерсовцев“, высланных из БССР в Иркутскую область, составило 4520 чел… подавляющее большинство из них — бывшие военнослужащие соединений и формирований 2-го Польского корпуса. Остальные воинские формирования представлены более скромно: 1-я танковая дивизия — 29 чел., Военно-воздушные силы — 2 чел., Военно-морской флот — 1 чел., Отдельный батальон коммандос — 1 чел.»[34]